# 1-1-1

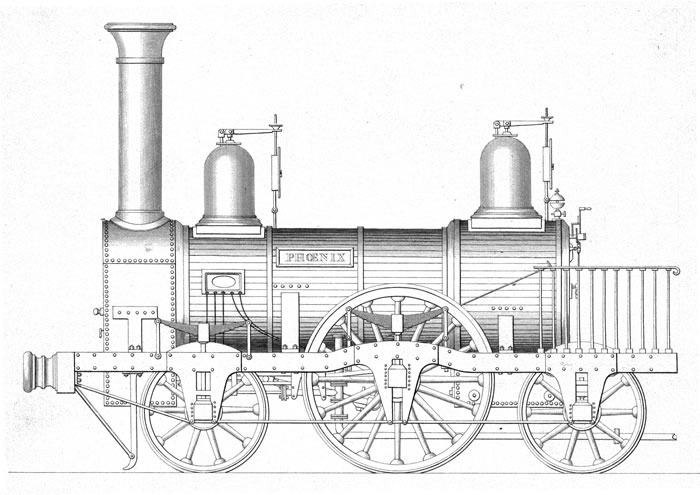
Британский паровоз «Феникс» типа 1-1-1

1-1-1 — тип паровоза с одной бегунковой, одной движущей и одной поддерживающией осями.
Методы записи для разных классификаций:
- Международная (UIC): 1A1
- Американская: 2-2-2
- Испанская и французская: 111
- Российская: 1-1-1
- Швейцарская: 1/3

## Примеры паровозов
Ранние пассажирские паровозы. В России паровозы данного типа эксплуатировались на Царскосельской железной дороге с момента её открытия в 1836 году (паровозы «Проворный», «Богатырь», «Стефенсон» и т.д.). Один из последних примеров это латвийский танк-паровоз Tk.